# Bureau of National Investigations
 (juin 2021).
Le Bureau of National Investigations ou BNI est le service de renseignement intérieur du Ghana. 
Le Bureau des enquêtes nationales, anciennement connu sous le nom de « Branche spéciale » de 1988 à 1994, est une agence de contre-espionnage et de sécurité intérieure, composée de personnels civils dont le rôle est de surveiller les opposants à la République du Ghana et au gouvernement du Ghana.
Il surveille également des Ghanéens en exil . Le BNI a le pouvoir d'interroger et de détenir indéfiniment, sans procès, les personnes soupçonnées de subversion. L'organisation enquête sur tous les types de crimes, tels que définis dans la constitution du Ghana.
La BNI a autorité sur les autres services de sécurité ghanéens. 